# Rødding Højskole
Rødding Højskole er Danmarks – og dermed verdens – ældste folkehøjskole. Den ligger i Rødding i den nordlige del af Sønderjylland. Den blev grundlagt i 1844 af Christian Flor (1790-1875). Fra begyndelsen var den en almen højskole med vægt på både uddannelse og dannelse, men den var ifølge Poul Erik Søe ikke hverken folkelig eller grundtvigsk fra starten og ville i de første år ikke have grundtvigske lærere. Så Uldum Højskole fra 1849 blev den første virkeliggørelse af Grundtvigs højskoletanke.
Ludvig Schrøder (1836-1908) var forstander 1862-1864. Efter krigen i 1864 kom Rødding under Prøjsen, og Askov Højskole oprettedes i 1865 lige nord for Kongeå-grænsen med Schrøder som forstander.
Appel-familien var også tæt knyttet til Rødding, hvor Erik Appel var forstander efter genforeningen 1920 til 1926. Arkitekten Fredrik Appel tegnede en ny hovedbygning 1920.
Ved 150-års jubilæet udkom bogen Käthe Z.S. Pedersen & John Pedersen: Rødding Højskole 1844-1994 (Rødding 1994).
Mads og Anja Rykind-Eriksen tiltrådte som forstanderpar den 1. marts 2007 og gør Rødding Højskole til en almen højskole. I november 2019 fejrede højskolen sit 175-års jubilæum.